# SSM-N-8 레귤러스
SSM-N-8 Regulus는 1950년대 미국 보우트가 개발한 핵 순항미사일이다.

## 역사
1943년 10월 보우트(Chance Vought Aircraft Company)는 1.8톤의 핵탄두를 탑재한 사거리 480 km 순항미사일 개발을 시작했다. 4년간 개발하다가 중단되었다.
1947년 5월 미국 공군(United States Army Air Forces)은 록히드 마틴(Martin Aircraft Company)과 터보젯 엔진을 사용한 MGM-1 마타도르 아음속 지대지 핵 순항미사일 개발 계약을 체결했다.
1947년 8월 미국 해군은 MGM-1 마타도르 순항미사일의 효용을 좋게 평가하여, MGM-1 마타도르의 J33 터보젯 엔진을 사용하는, 구축함과 잠수함에서 발사할 수 있는 SSM-N-8 레굴루스 순항미사일 개발계획을 발표했다. 1.4톤의 핵탄두를 탑재하고, 사거리 500 해리(930 km), 속도 마하 0.85, CEP는 사거리의 0.5%라고 제원을 발표했다.

## 레굴루스 II
SSM-N-9 레굴루스 II 순항미사일은 마하 2의 초음속으로 비행하며, 사거리 2,200 km이다. 시험발사에 성공하였으나, UGM-27 폴라리스 SLBM을 개발하면서, 레굴루스 II의 개발계획을 취소했다.

## 토마호크
1955년 사거리 1,000km 지대지 마타도르 핵순항미사일과 사거리 1,000km 함대지, 잠대지 레굴루스 핵순항미사일을 실전배치했던 미국은, UGM-27 폴라리스 SLBM을 개발하면서 순항미사일을 포기하였다. 마타도르와 레굴루스는 같은 터보젯 엔진을 사용했다.
30년이 지난 후, 미국은 다시 핵순항미사일을 배치했다. 1983년 사거리 2,500km BGM-109G 그리폰 지대지 핵순항미사일과 사거리 2,500km BGM-109 토마호크 함대지, 잠대지 핵순항미사일을 실전배치했다. 그리폰과 토마호크도 같은 터보젯 엔진을 사용했다.

## 같이 보기
- 미사일 목록